# حوزه‌های انتخابیه مجلس شورای اسلامی در استان کردستان

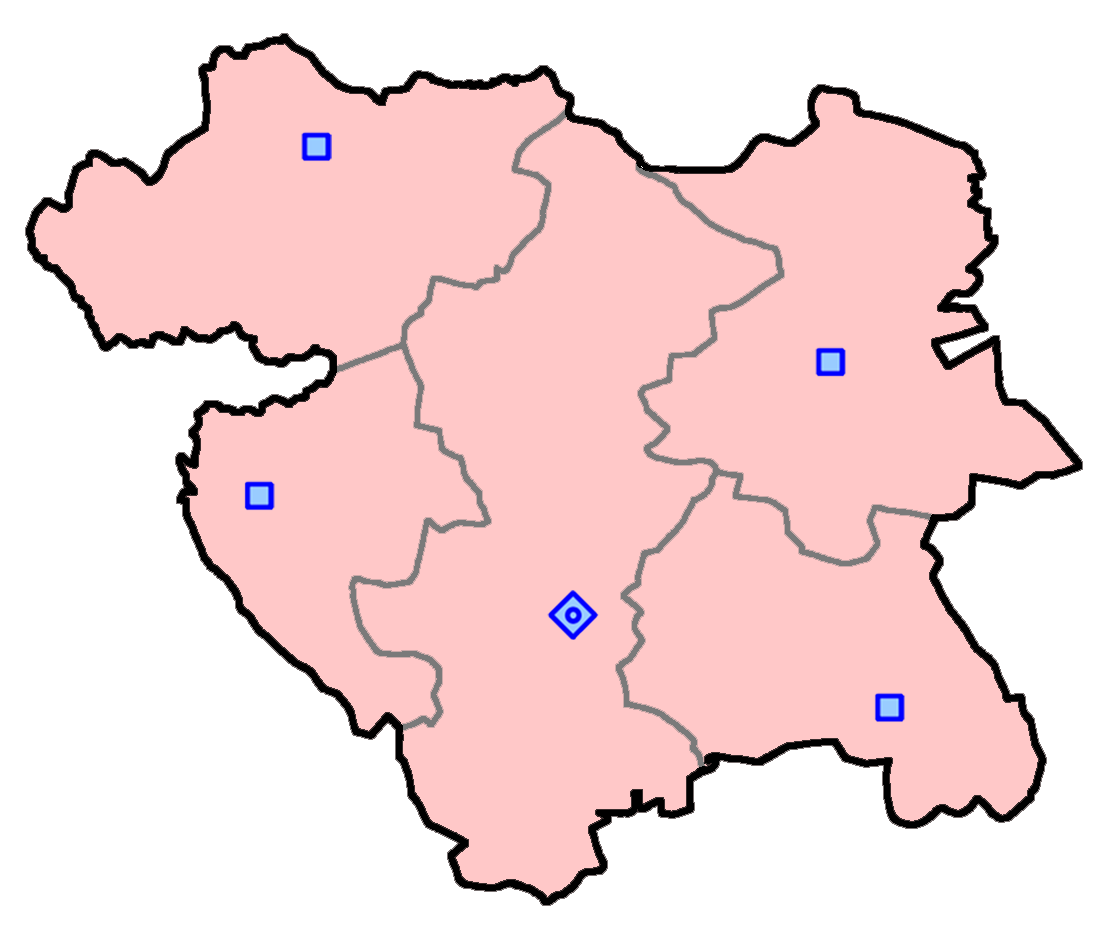
حوزه‌های انتخاباتی استان کردستان

استان کردستان، ۵ حوزه برای انتخابات مجلس دارد که در مجموع ۶ نماینده را دربر می‌گیرد؛ و عبارتند از:
| مرکز   | حوزه                       | شهرستان‌ها | بخش‌ها                                                          | کرسی | نقشه | جمعیت  |
| ------ | -------------------------- | --------- | -------------------------------------------------------------- | ---- | ---- | ------ |
| سنندج  | سنندج، دیواندره و کامیاران | سنندج     | شهر سنندج، بخش مرکزی و بخش کلاترزان، شهر حسین آباد             | ۲    |      | ۶۸۴۲۹۸ |
| سنندج  | سنندج، دیواندره و کامیاران | دیواندره  | شهر دیواندره، بخش مرکزی، بخش سارال و بخش کرفتو                 | ۲    |      | ۶۸۴۲۹۸ |
| سنندج  | سنندج، دیواندره و کامیاران | کامیاران  | شهر کامیاران، بخش مرکزی و بخش موچش                             | ۲    |      | ۶۸۴۲۹۸ |
| بیجار  | بیجار                      | بیجار     | شهر بیجار، بخش مرکزی، بخش چنگ الماس و بخش کرانی                | ۱    |      | ۸۹۱۶۲  |
| سقز    | سقز و بانه                 | سقز       | شهر سقز، بخش مرکزی، بخش سرشیو و بخش زیویه                      | ۱    |      | ۳۸۵۱۴۱ |
| سقز    | سقز و بانه                 | بانه      | شهر بانه، بخش مرکزی، بخش الوت، بخش نمشیر و بخش نتور            | ۱    |      | ۳۸۵۱۴۱ |
| قروه   | قروه و دهگلان              | قروه      | شهر قروه، بخش مرکزی، بخش دلبران ، بخش سریش آباد و بخش چهاردولی | ۱    |      | ۲۰۴۲۰۷ |
| قروه   | قروه و دهگلان              | دهگلان    | شهر دهگلان، بخش مرکزی و بخش بلبان‌آباد                          | ۱    |      | ۲۰۴۲۰۷ |
| مریوان | مریوان و سروآباد           | مریوان    | شهر مریوان، بخش مرکزی، بخش سرشیو و بخش خاوومیرآباد             | ۱    |      | ۲۴۰۲۰۳ |
| مریوان | مریوان و سروآباد           | سروآباد   | شهر سروآباد، بخش مرکزی و بخش اورامان                           | ۱    |      | ۲۴۰۲۰۳ |